# Dominik z Sory

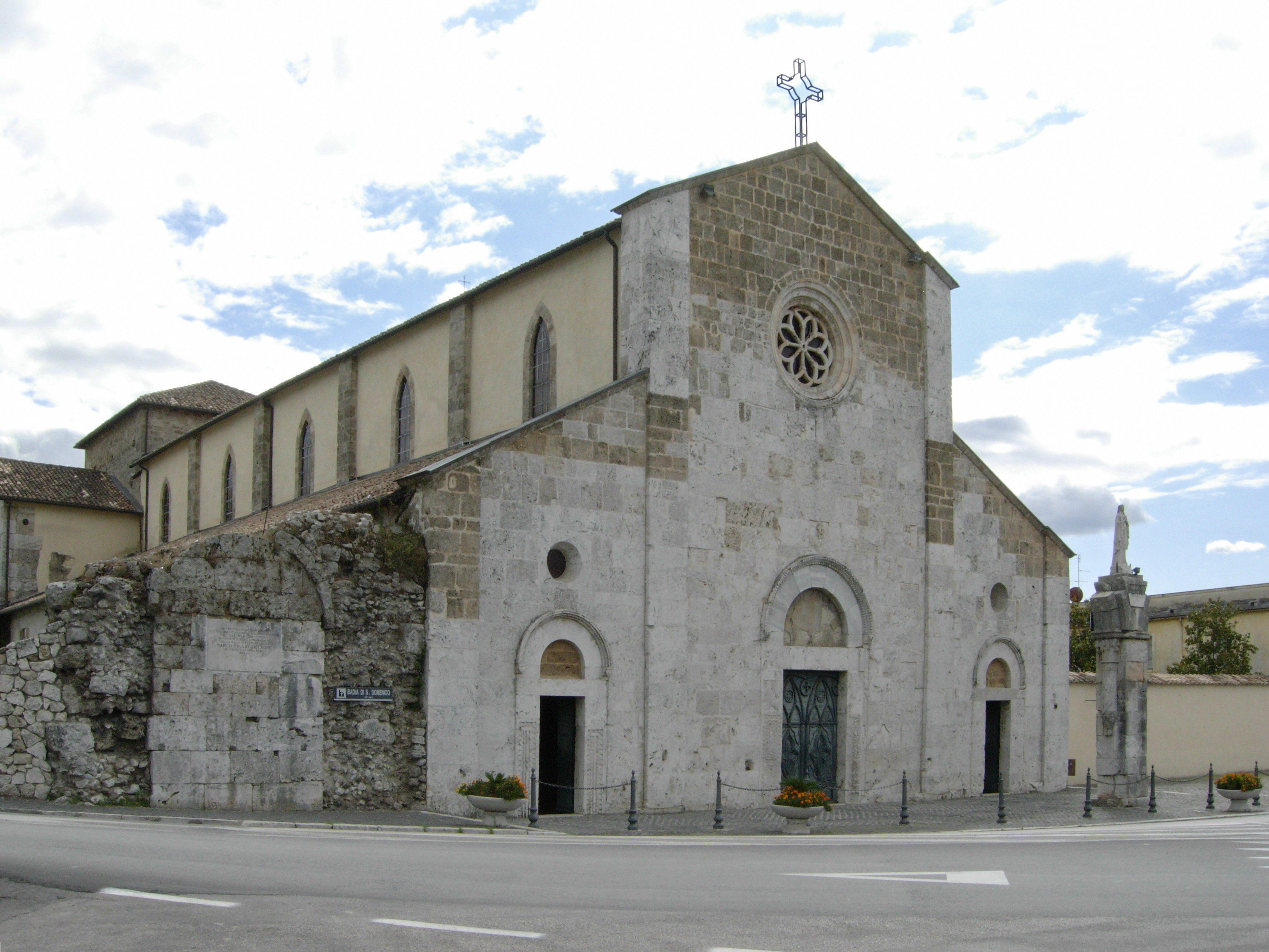
Klasztor św. Dominika w Sorze

Dominik z Sory (ur. ok. 950 w Foligno, zm. 22 stycznia 1031 w Sorze) – święty katolicki, opat.
Żywot tego świętego znamy głównie z opisu jaki sporządził jego uczeń Jan. Początkowo Dominik żył w górskim eremie w Apeninach, a następnie założył klasztory w Scandriglii, Villalago, San Pietro Avellana, Sorze i Kartuzję Trisulti. Mimo ascetycznego trybu pustelniczego życia znany był jako lokalny kaznodzieja.
Miejscem szczególnego kultu jest klasztor w Sorze gdzie został pochowany i gdzie do dziś znajdują się jego relikwie.
Jego wspomnienie obchodzone jest w rocznicę daty śmierci 22 stycznia. Jest patronem ukąszonych przez węże. 

## Źródła internetowe
- Antonio Borrelli, San Domenico di Sora (wł.)